# Eugent Bushpepa
Eugent Bushpepa (Rrëshen, 1984. július 2. –) albán énekes. 
Ő képviselte Albániát a 2018-as Eurovíziós Dalfesztiválon, Lisszabonban Mall című dalával.  Az első elődöntőből nyolcadikként jutott tovább a döntőbe. A május 12-én megtartott fináléban 184 pontot ért el, így a 11. helyen végzett.